# 三次関数

三次関数のグラフ。零点 (y = 0) はグラフが x-軸と交わる点である。このグラフは二つの極値を持つ

三次関数 f(x) = 1 - x + x² + x³ のグラフ

三次関数 f(x) = 1 - x + x² + x³ のガウス平面における三根

数学における三次関数（さんじかんすう、英: cubic function）とは、単に次数 3 の多項式関数との意味であって、しかし多くの場合にはより限定的な意味に解して、実一変数の実数値関数を考える。すなわち、実数体 R 上の多項式に対して、不定元への代入によって定められる関数という意味において、
{\displaystyle f(x)=ax^{3}+bx^{2}+cx+d}
（a, b, c, d は実数の定数で a ≠ 0）なる形の三次多項式の定める函数 f: R → R である。

## 性質

### 無限遠での振舞い
任意の奇数次多項式関数がそうである通り、最高次係数が正 (a > 0) のとき
{\displaystyle \lim \limits _{x\to +\infty }f(x)=+\infty }, {\displaystyle \lim \limits _{x\to -\infty }f(x)=-\infty }
および最高次係数が負 (a < 0) のとき
{\displaystyle \lim \limits _{x\to +\infty }f(x)=-\infty }, {\displaystyle \lim \limits _{x\to -\infty }f(x)=+\infty }
が成り立つ。

### 零点
（任意の多項式関数がそうである通り）三次関数は連続関数であるから中間値の定理が適用できて、上で見た無限遠での振舞いと合わせると、任意の三次関数が少なくとも一点の実零点を持つことが分かる。他方、代数方程式論の基本定理により、任意の n-次多項式関数の零点の個数は高々 n 個であるから、まとめると三次関数の実零点の数は、一つ以上三つ以下ということになる。
三次関数の零点の配置については、三次方程式やカルダノの公式などの項に譲る。一般の三次関数に対する判別式は
{\displaystyle D=b^{2}c^{2}-4ac^{3}-4b^{3}d-27a^{2}d^{2}+18abcd}
で与えられ、これを用いて零点の類別を行うことができる。すなわち、D > 0 ならば相異なる三零点、D < 0 ならば一零点であり、D = 0 のときには、一つの単純零点ともう一つの二位の零点を持つかあるいは一つの三位零点を持つ。
ニュートン法などの数値的な零点探索も行うことができる。

### 単調性と極値
任意の多項式関数と同じく、三次関数f は微分可能である。その一階導関数 f' は二次関数
{\displaystyle f'(x)=3ax^{2}+2bx+c}
であり、この判別式 4b2 − 12ac が正（すなわち b2 > 3ac）のとき、f は極大値と極小値をちょうど一つずつとる。さもなくば f は狭義単調関数（より精確に、a > 0 ならば狭義単調増大、a < 0 ならば狭義単調減少）である。

### 変曲点と対称性
各三次関数 f はただ一つの変曲点 (xW, f(xW)) を持つ。この変曲点は 
{\displaystyle x_{W}=-{\frac {b}{3a}}}
で与えられ、これは二階導関数 f"(x) = 6ax + 2b の唯一の零点である。
三次関数 f のグラフは、変曲点に関して点対称である。

### 正規形
適当な平行移動および原点に関する拡大縮小をおこなうことにより、任意の三次関数 f を
{\displaystyle g(u)=u^{3}+ku}
なる形の三次関数 g に帰着することができる。ここに一次の係数は k ∈ {−1, 0, 1} に取れる。これらの正規形 (normal form) は以下のように特徴を述べることができる:
1. k = −1: g は二つの極値点を持つ。
2. k = 0: 極値点は一致して一つの鞍点となる。
3. k = 1: g は極値点も鞍点も持たない（実際、このとき導関数は常に正である）。

この正規形を得るために行った変換は極値の存在性を変えないので、これらの特徴付けはもとの関数 f にも適用できる。実は係数 k は f の一階導関数の判別式の符号を変えたものになっている。

## 三次放物線
三次放物線または立方放物線 (cubic parabola) は三次関数のグラフの描く平面三次曲線として定義される。曲線の性質は平行移動不変であるから、この曲線の特徴を調べるには b = d = 0 の三次多項式のみを見れば十分である。